# Chiese di Palmi
La lista delle Chiese di Palmi è l'elenco dei luoghi di culto cristiani della città.

## Cattolicesimo

### Inquadramento storico-artistico
Quasi tutte le chiese di Palmi sono state realizzate nel corso del XX secolo, come ricostruzione dei precedenti edifici distrutti dal terremoto del 1908 (chiese di San Nicola, del Carmine, del Soccorso, dell'Immacolata e San Rocco, di Sant'Elia e l'oratorio del Rosario) o per la creazione/ampliamento di nuovi quartieri (chiese del Rosario, di San Marco, di San Giuseppe, di San Fantino e dell'Assunta). Fanno eccezione a questo periodo solamente le chiese del Santissimo Crocifisso (precedente al XX secolo poiché risalente al 1798, superando quindi i successivi terremoti) e della Santa Famiglia (realizzata dopo il novecento, nel 2006, per l'ampliamento verso nord-est del centro urbano di Palmi). 
Un caso a parte è il Complesso di San Fantino, adibito oggi a museo ma che conserva le caratteristiche di chiesa, che venne realizzato prima del XX secolo, nel 1857, e che ospita al piano interrato la cripta di San Fantino, manufatto del II secolo adibito successivamente a cripta di sepoltura delle spoglie del santo, riconosciuto quale luogo di culto più antico della Calabria.
In funzione del periodo di costruzione, le chiese realizzate tra il terremoto del 1908 e la seconda guerra mondiale presentano essenzialmente due stili architettonici, quello neoromanico (la chiesa del Rosario e, soprattutto, di San Nicola esempio di questo stile, con il duomo di Reggio Calabria, nella ricostruzione post-sismica calabrese) e quello barocco (le chiese del Soccorso e del Carmine, alle quali si aggiunge la Chiesa del Santissimo Crocifisso del XVIII secolo realizzata in questo stile). Le chiese realizzate dal secondo dopoguerra a oggi sono invece tutte esempi di architettura moderna.

### Lista delle chiese cattoliche

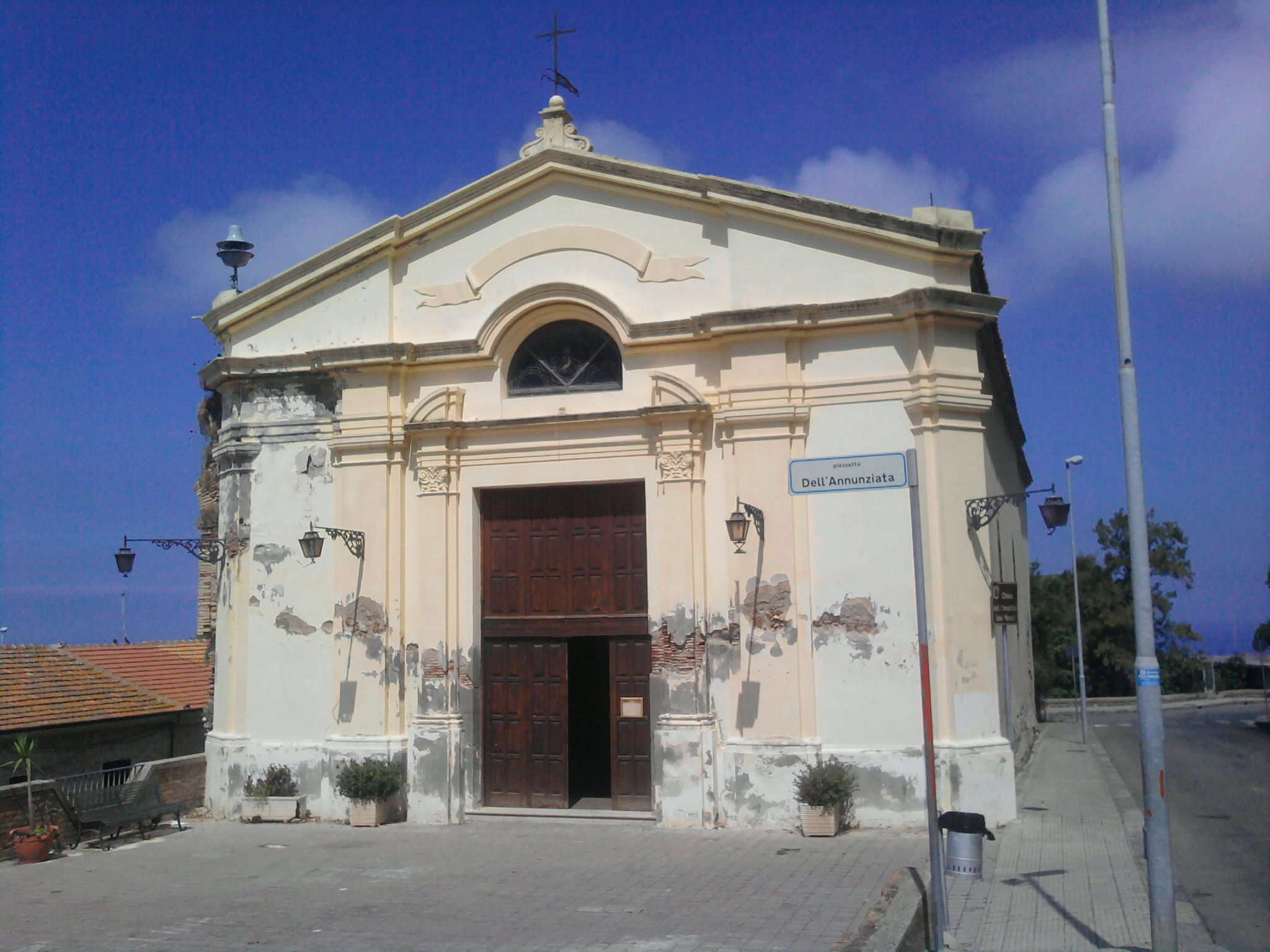
Chiesa del Crocifisso
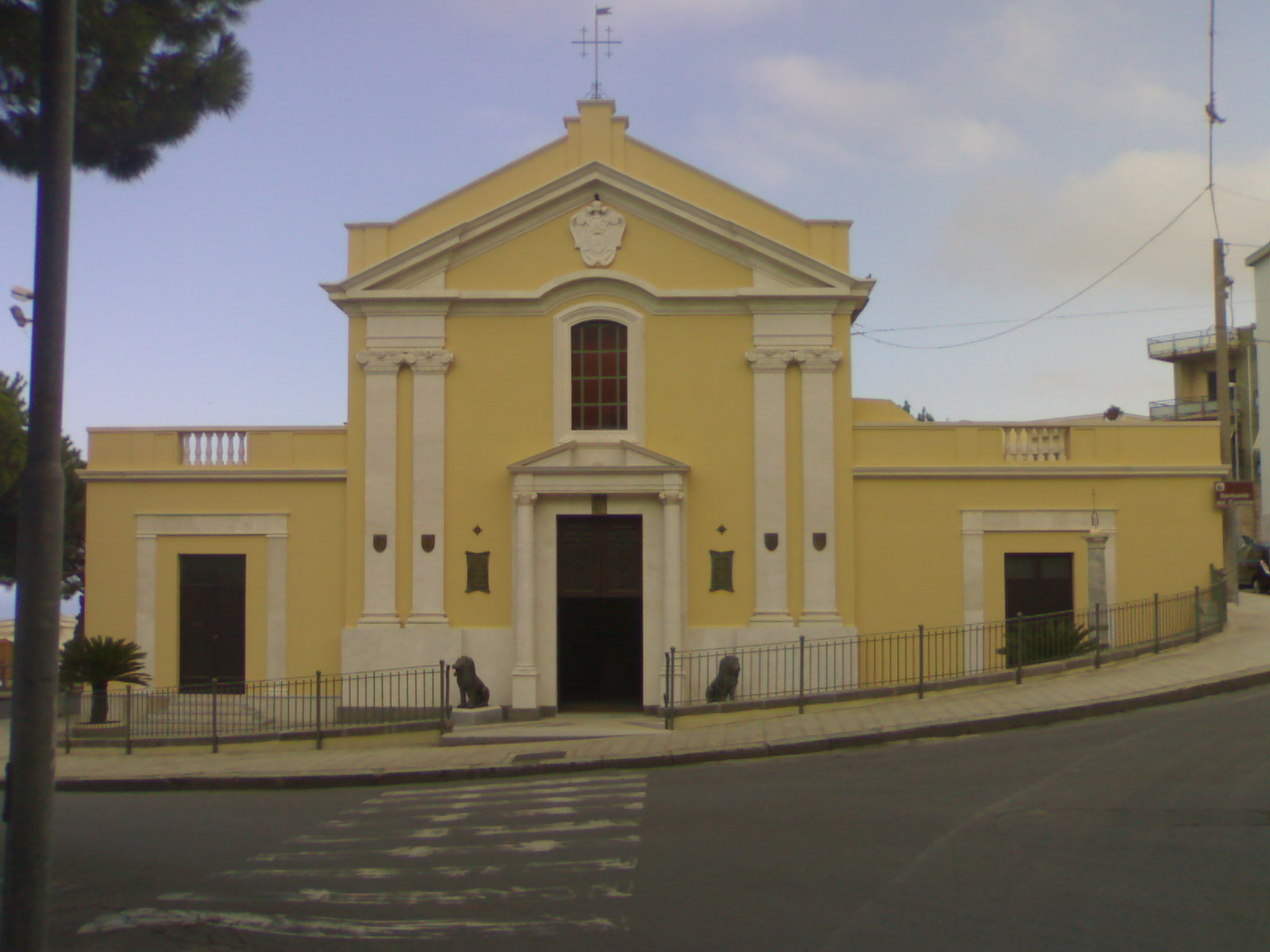
Santuario del Carmine
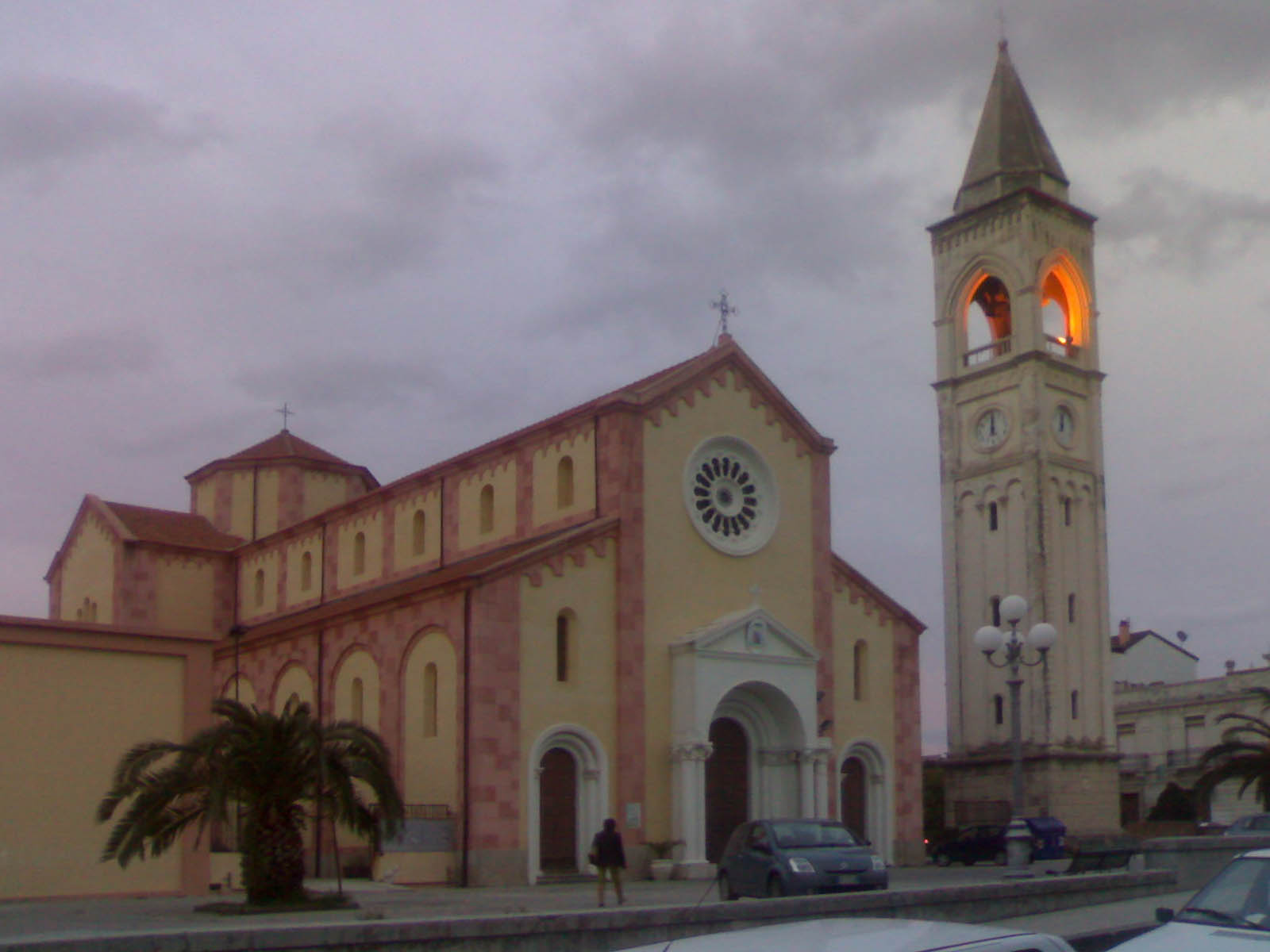
Concattedrale di San Nicola
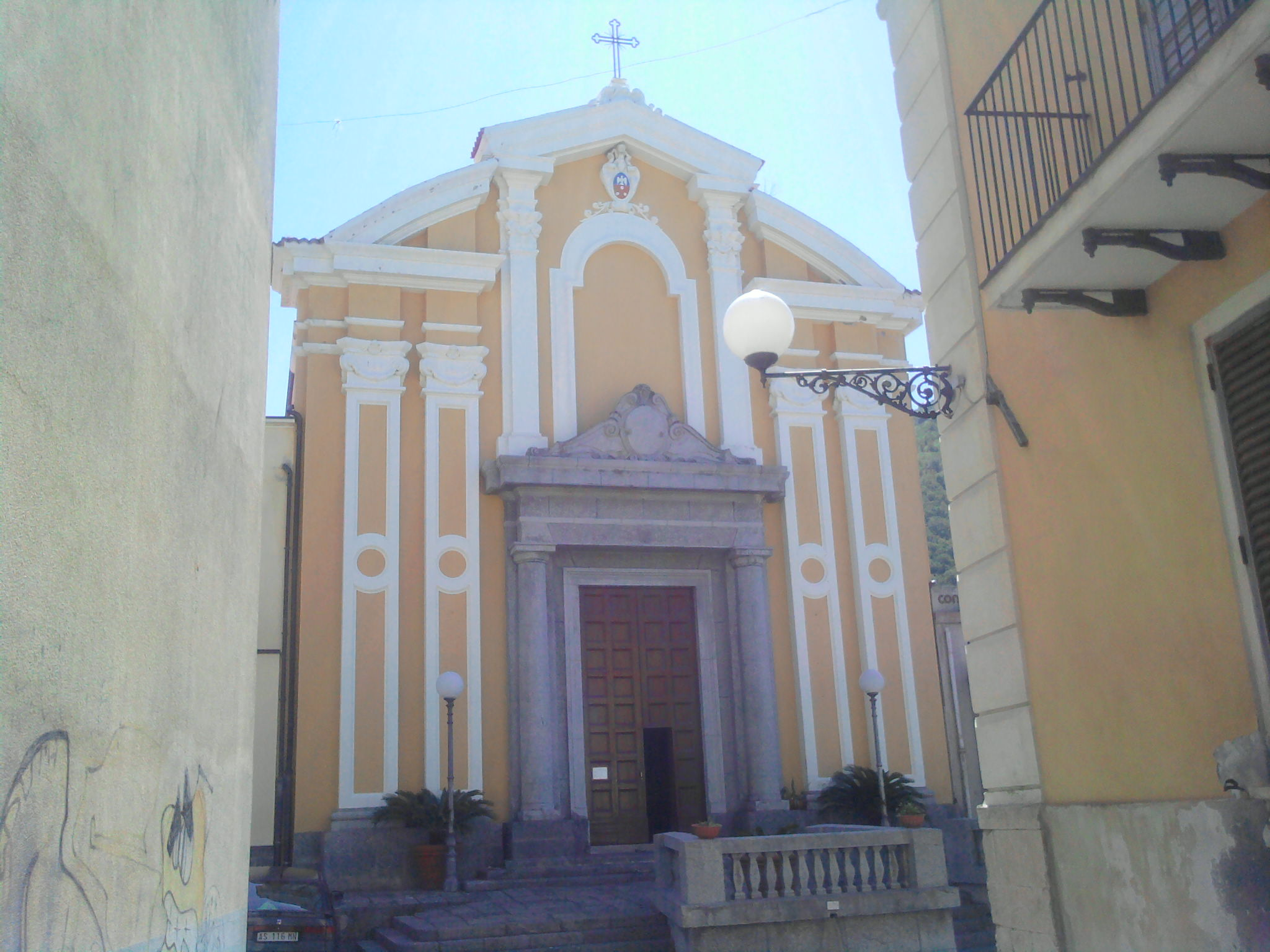
Chiesa del Soccorso
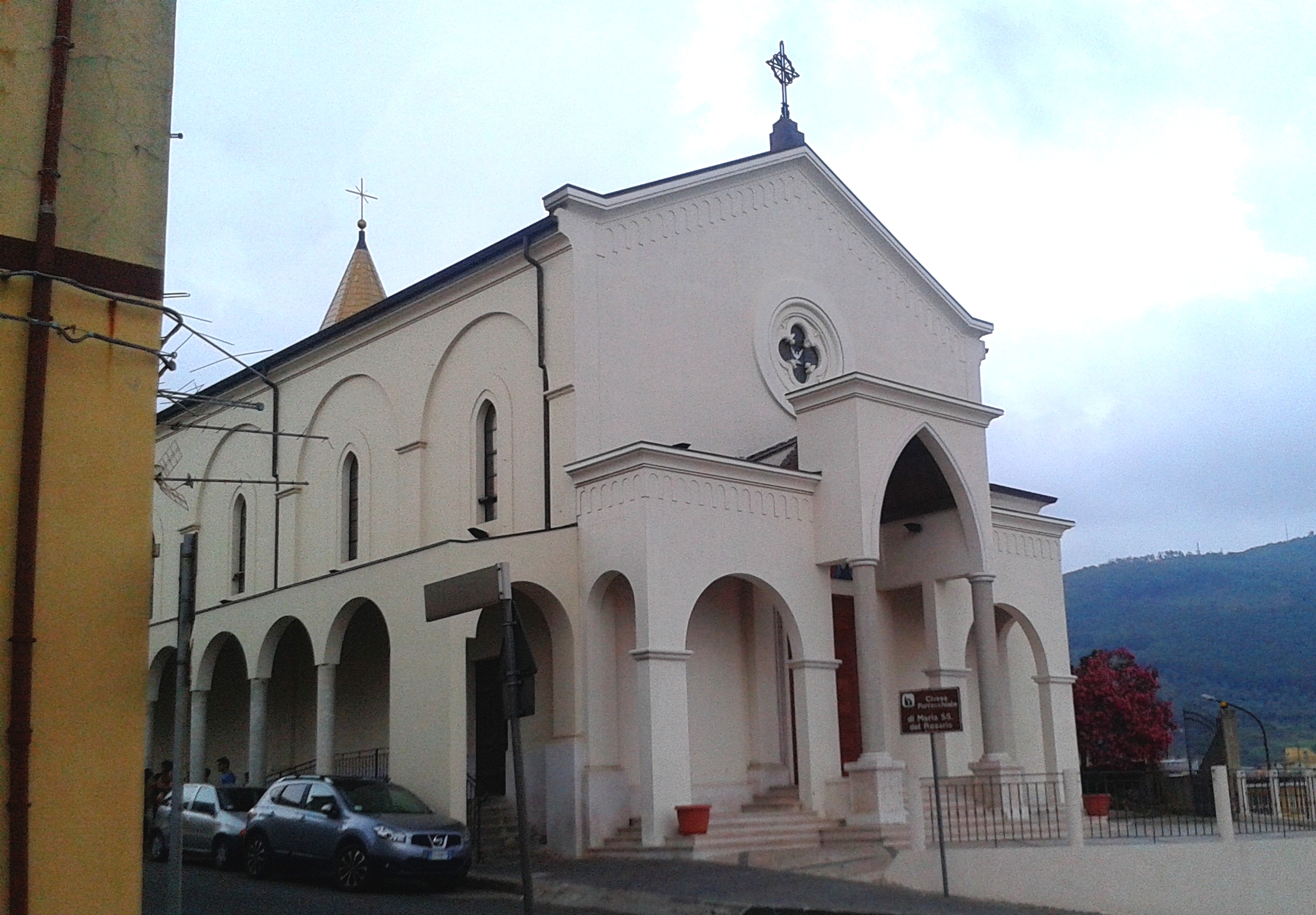
Chiesa del Rosario
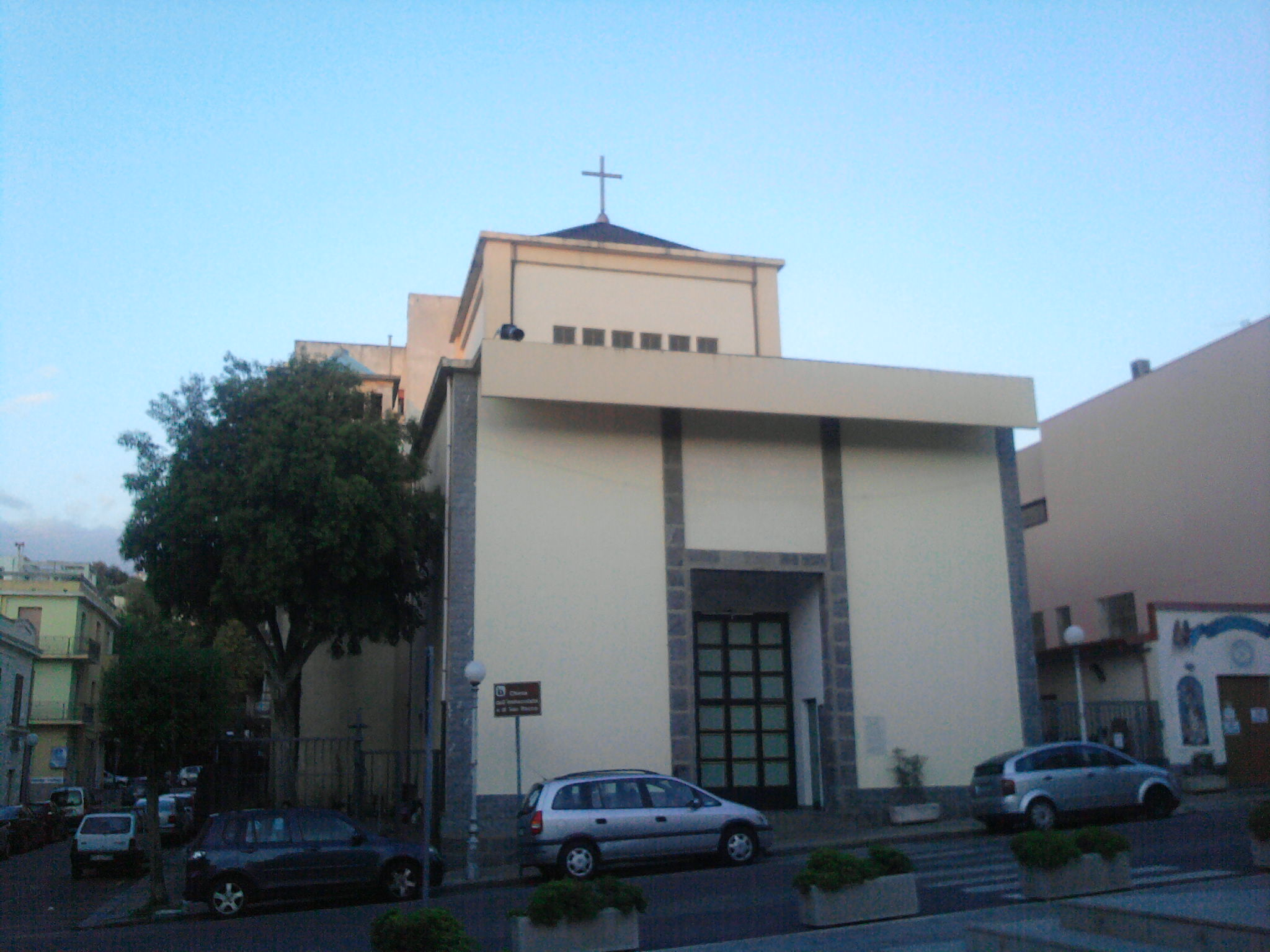
Chiesa dell'Immacolata e San Rocco
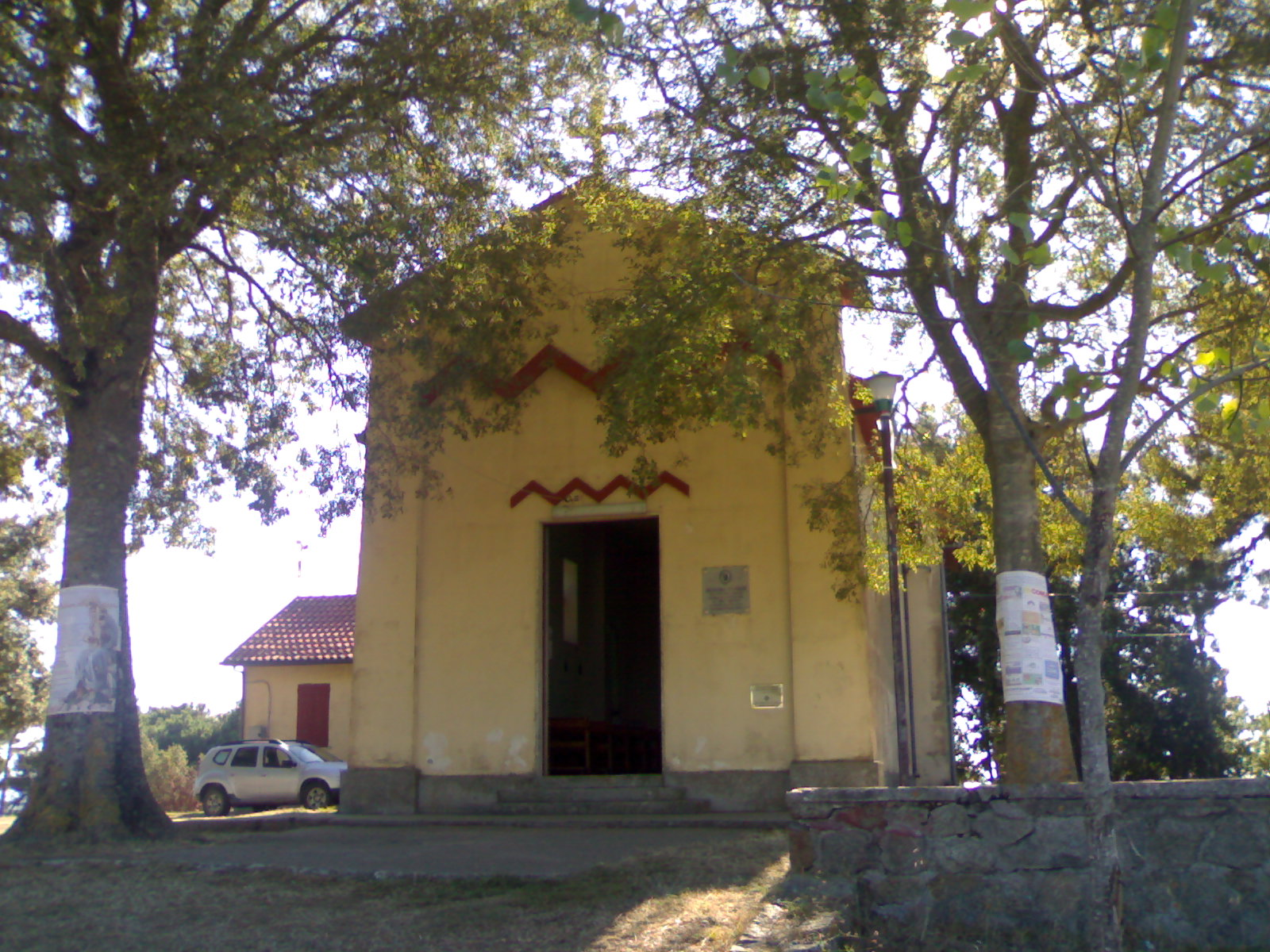
Chiesa di Sant'Elia
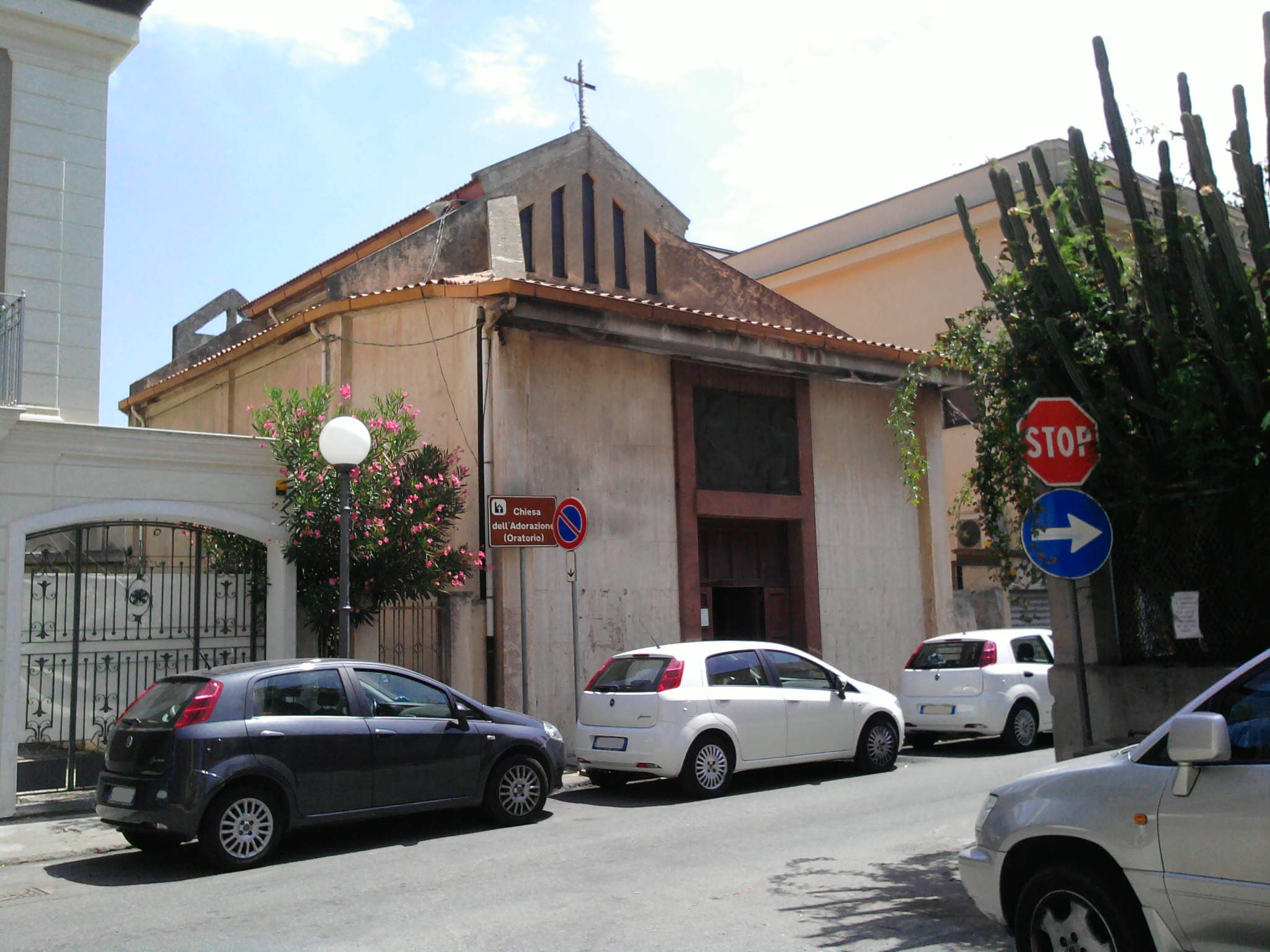
Oratorio del Rosario
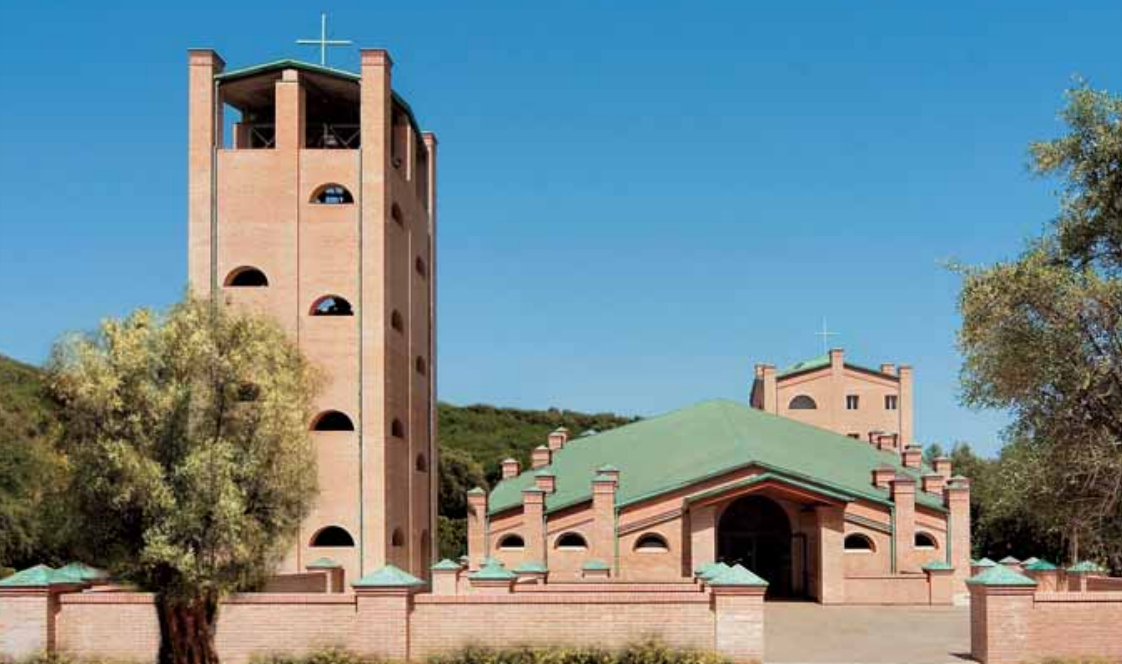
Chiesa della Santa Famiglia

- Chiesa del Santissimo Crocifisso (1798).[12] È l'edificio sacro più antico della città ed è ubicato nel rione Cittadella, prospettando sulla piazzetta dell'Annunziata. Chiamata anche chiesa dei Monaci,[N 1] è sede del sacrario diocesano della diocesi di Oppido Mamertina-Palmi, che conserva numerose reliquie di santi.[15] Al suo interno è custodito e venerato un pregevole Crocifisso ligneo risalente al XVII secolo, segnalato nell'Inventario degli Oggetti d'Arte d'Italia[16];
- Santuario di Maria Santissima del Carmelo (1930).[2] È ubicato nel centro storico e prospetta sulla piazza del Carmine. È sede dell'omonima confraternita e di un convento di frati dell'ordine carmelitano della Provincia Napoletana dei Carmelitani.[17] Al suo interno è custodita la miracolosa statua della Madonna del Carmine del 1782[9];
- Concattedrale di San Nicola (1932).[1] È ubicata nel centro storico e prospetta sulla piazza Duomo, di fronte al Palazzo comunale e a fianco degli uffici vescovili della diocesi di Oppido Mamertina-Palmi. Chiamata anche chiesa madre o matrice,[9] è sede dell'omonima parrocchia del XIV secolo. Al suo interno è custodita la reliquia del Sacro Capello oltre alla venerata icona della Madonna della Sacra Lettera[9];
- Chiesa di Maria Santissima del Soccorso (anni 1930).[3] È ubicata nel centro storico e prospetta sulla piazzetta del Soccorso. Chiamata anche chiesa del Soccorso, è sede dell'omonima parrocchia del 1733 e della Congrega del Santissimo Sacramento e di Maria Santissima del Soccorso. Al suo interno è custodita la venerata statua della Madonna del Soccorso;
- Chiesa di Maria Santissima del Rosario (1937).[7] È ubicata nel rione Ajossa all'incrocio tra la via del Concordato e la via Pasquale Galluppi. Chiamata anche chiesa di San Francesco,[N 2] è sede dell'omonima parrocchia del 1733 e di un convento dell'ordine dei frati minori conventuali. Al suo interno è custodita la venerata statua di Sant'Antonio da Padova[9];
- Chiesa di Maria Santissima Immacolata e San Rocco (1951).[4] È ubicata nel centro storico e prospetta sulla piazza San Rocco. Comunemente è chiamata sia chiesa dell'Immacolata, sia chiesa di San Rocco. È sede dell'omonima confraternita. Al suo interno custodisce le venerate statue dei due santi titolari[9];
- Chiesa di Sant'Elia (1958).[5] È ubicata sulla sommità dell'omonimo monte. Al suo interno sono custodite le due venerate statue di Sant'Elia e di Maria Santissima della Montagna[9];
- Chiesa di San Marco (1959).[8] È ubicata nella frazione di Tonnara di Palmi e prospetta sul lungomare Costa Viola;
- Chiesa di San Giuseppe (1960). È ubicata nella frazione di Palmi Scalo. La chiesa venne realizzata in occasione dei lavori per il raddoppio dei binari della Ferrovia Tirrenica Meridionale, a «perenne memoria» dei crolli avvenuti nel 1955 all'interno della galleria tra Palmi e Bagnara Calabra, che causarono la morte di 23 operai addetti al consolidamento e alla posa dei binari;
- Chiesa di San Fantino (1963).[10] È ubicata nella frazione di Taureana di Palmi e prospetta sulla piazza San Fantino. È sede dell'omonima parrocchia del 1952. Al suo interno è custodita la venerata statua della Madonna dell'Alto Mare[9];
- Oratorio del Santissimo Rosario (1966).[6] È ubicato nel centro storico e prospetta sulla via Antonio Gramsci. Chiamato anche chiesa dell'Adorazione, poiché utilizzato per l'adorazione eucaristica,[9] è sede dell'Arciconfraternita del Santissimo Rosario di Pompei e della Sacra Lettera;
- Chiesa di Maria Santissima Assunta (1977).[11] È ubicata nella frazione di Pietrenere, prospettante sul largo Conte Pietro Antonio Spinelli;
- Chiesa della Santa Famiglia (2006).[13] È ubicata nella periferia del centro cittadino e prospetta sulla strada statale 18 Tirrena Inferiore. È sede dell'omonima parrocchia eretta nel 1994.

### Lista delle cappelle
- Cappella del Cimitero di Santa Maria (XX secolo);
- Cappella della Casa circondariale (1979);
- Cappella della Casa episcopale (XXI secolo);[18]
- Cappella dell'Istituto Ancelle riparatrici del Sacro Cuore di Gesù;[19]
- Cappella dell'Ospedale civile Francesco Pentimalli (1969);[20]
- Cappella di San Gaetano da Thiene (XX secolo);[21]

### Lista delle chiese cattoliche scomparse
In passato a Palmi, nel centro urbano e «fuori le mura», sorgevano luoghi di culto cattolici dei quali oggi non ne rimangono più gli edifici (per terremoti, incendi o devastazioni saracene), ma vi è traccia, per alcune di essi, nelle memorie storiche e nei verbali delle visite vescovili o dei parroci del tempo. Un elenco non esaustivo delle chiese scomparse nel corso dei secoli è il seguente:
- Chiesa del Purgatorio;[22][N 3]
- Chiesa di San Domenico;[N 4]
- Chiesa di San Giorgio;
- Chiesa di San Giovanni Teologo;[23][N 5]
- Chiesa di San Filippo Neri.[24][N 6]
- Chiesa di San Leonardo;[22][N 7]
- Chiesa di San Michele di Vitica;
- Chiesa di San Sebastiano;[22][N 8]
- Chiesa di Santa Maria della Pietà;
- Chiesa di Santa Maria dell'Uccellatore;
- Chiesa di Santa Maria di Loreto;[25][N 9]
- Chiesa del Santissimo Salvatore;
- Chiesa dello Spirito Santo;[22][N 10]
- Cappella delle Anime abbandonate del Purgatorio;[9][N 11]
- Oratorio di Maria Santissima Immacolata.[26][N 12]

## Ecumenismo

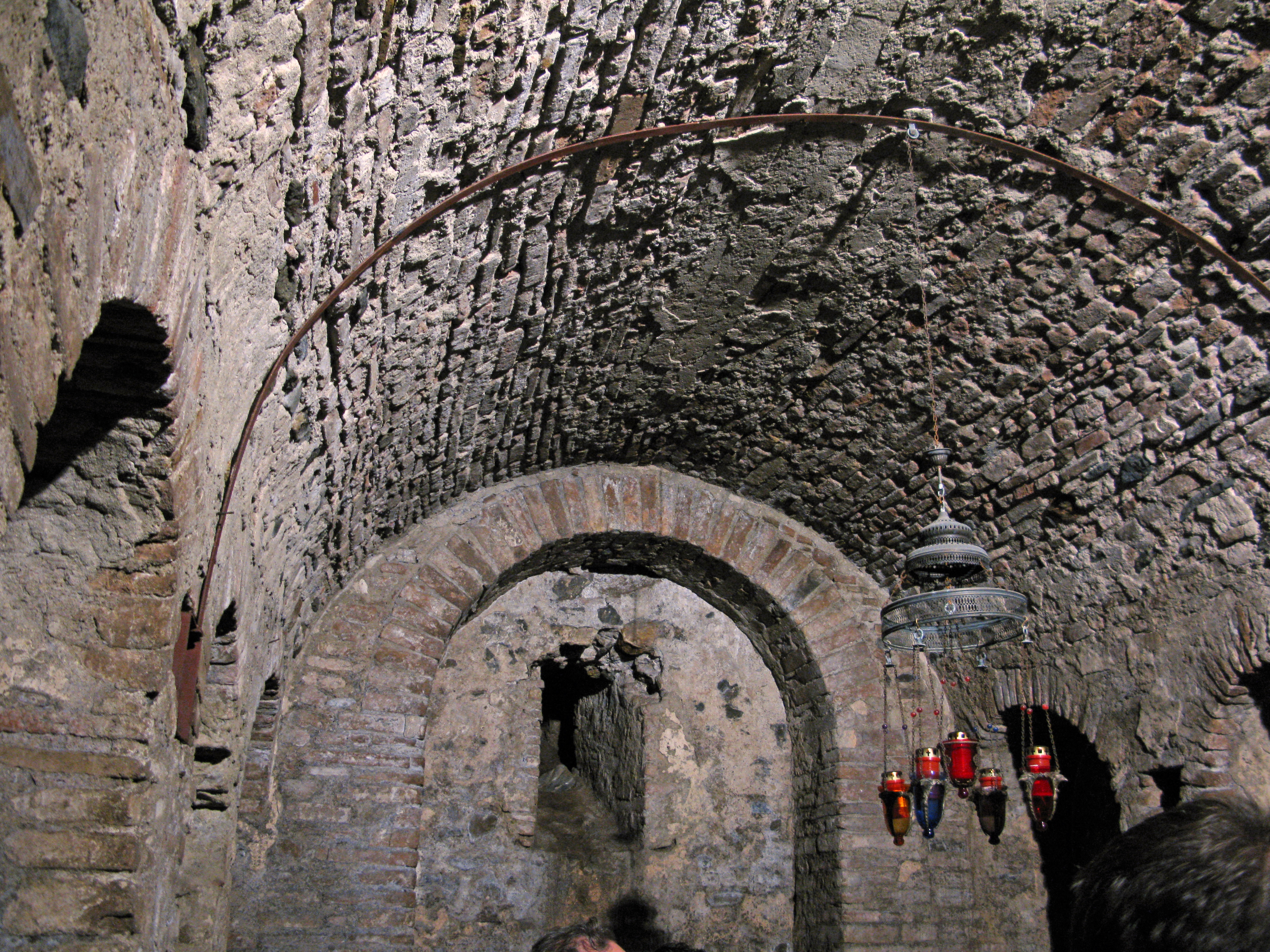
La cripta di San Fantino.

- Cripta di San Fantino. Il luogo di culto, all'interno del complesso di San Fantino da alcuni anni adibito a museo, in determinate circostanze ospita cerimonie e manifestazioni sia delle diocesi cattoliche di Oppido Mamertina-Palmi e Reggio Calabria-Bova sia dei rappresentanti della comunità bizantina di Reggio Calabria e del Monastero Ortodosso di Melicuccà, oltre ad eventi ecumenici come la preghiera per l’unità di tutti i cristiani.[27]

### Esplicative
1. ↑  Per l'antico monastero annesso alla stessa.
2. ↑  La chiesa venne costruita negli anni trenta dello scorso secolo dai frati minori conventuali, che la dedicarono a San Francesco da Paola. Alla nuova chiesa, mons. Paolo Albera vescovo della diocesi di Mileto conferì la titolarità della vecchia parrocchia del Rosario, la cui chiesa era stata interdetta nel 1919 e che si trovava in un'altra zona della città.
3. ↑  La chiesa del Purgatorio sorgeva, nel XVIII secolo, dentro le mura cittadine. Venne citata da don Bruno Trifiletti, arciprete della parrocchia di San Nicola, in un memoriale del 1740 redatto per l'elevazione della chiesa Madre a Collegiata. Fu distrutta probabilmente dal terremoto del 1783 e non più ricostruita.
4. ↑  La chiesetta dedicata a San Domenico di Guzmán venne realizzata nel XX secolo in via Sila, in località Trodio, e veniva officiata dai frati minori conventuali della parrocchia di Maria Santissima del Rosario, nel cui territorio ricadeva il luogo di culto. Inoltre, l'8 agosto veniva celebrata la festa di San Domenico di Guzmán con processione della statua del santo per le vie della parrocchia e del centro storico di Palmi. La chiesa scomparve come luogo di culto agli inizi del XXI secolo.
5. ↑  La chiesa di San Giovanni Teologo sorgeva, nel XV secolo, nei pressi dell'odierna Taureana di Palmi. Le notizie sulla chiesa riportano che fosse amministrata da un abate dipendente dal papa e che, nel 1431, papa Eugenio IV concesse al rettore della chiesa la rendita della vicina chiesa di san Fantino, caduta in abbandono nel XV secolo, per l'esiguo numero di monaci basiliani che vi vivevano. Difatti lo stato di abbandono in cui versava il convento in quel tempo, è attestato in una relazione di Attanasio Calceopulo sulla sua visita ai monasteri greci di Calabria, compiuta nel 1457-1458. Nella relazione il Calceopulo riportò di aver visitato il monastero di Sancti Infantini, che era circondato di spine e ridotto in rovine. Il rettore della chiesa di san Giovanni si rivolse a papa Martino V chiedendo l'abolizione del convento di San Fantino e la rendita di quest'ultima, ed unificò il titolo delle due chiese dando alla chiesa di San Giovanni Teologo il titolo di «chiesa dei SS. Fantino e Giovanni Teologo». In seguito, a causa della distruzione ad opera dei saraceni, venne lasciata in stato d'abbandono anche la chiesa di san Giovanni.
6. ↑  La chiesetta di San Filippo Neri sorgeva, nel XVIII secolo, dentro le mura cittadine. Venne citata da don Bruno Trifiletti, arciprete della parrocchia di San Nicola, in un memoriale del 1740 redatto per l'elevazione della chiesa Madre a Collegiata. Nella metà del XIX secolo, risulta che veniva regolarmente celebrata, ogni anno il 26 maggio, una festa dedicata a San Filippo Neri.
7. ↑  La chiesa di San Leonardo è citata nella visita ex limina a Palmi di monsignor Marcantonio Del Tufo, vescovo della Diocesi di Mileto, del 26 ottobre 1586, in quanto lo stesso ebbe modo di elencare tutti gli edifici di culto e le congreghe presenti in quel momento storico in città. La chiesa era «fuori dalle vigne alla via di Gioija», e non era consacrata oltre ad essere sprovvista sia di rendite che di beni stabili oltreché di arredi sacri. La officiava «per ordine della bona memoria del vescovo Gianmario d'Alexandris» il sacerdote Scipione Solano di Palmi. Il vescovo Del Tufo ordinò di arredare, entro un mese, l'altare della chiesa. Venne citata, tra le chiese "fuori le mura", anche da don Bruno Trifiletti, arciprete della parrocchia di San Nicola, in un memoriale del 1740 redatto per l'elevazione della chiesa Madre a collegiata. Fino agli anni quaranta del XX secolo, ancora esisteva la piccola cappella dedicata a San Leonardo, nell'omonima contrada posta lungo la Strada statale 18 Tirrena Inferiore ed i binari delle Ferrovie della Calabria. Oggi non rimane, a testimonianza del luogo di culto, che una piccola icona nel prospetto della casetta di quella che fu l'antica cappella.
8. ↑  La chiesa di San Sebastiano era ubicata nella zona sud di piazza dei Canali, odierna piazza Lo Sardo, accostata alle mura del palazzo della famiglia Grassi che ivi sorgeva fino al XVIII secolo. Anche la chiesa dedicata a San Sebastiano era di proprietà della stessa famiglia Grassi. Al suo interno vi era un'ampia tomba, ricoperta da una lapide con lo stemma di famiglia e un'iscrizione. Questa lapide in seguito fu spostata, dal padre spirituale canonico Cotronei, nel pavimento dell'oratorio del Santissimo Rosario. La chiesa di San Sebastiano, non consacrata, fu visitata nel 1586 da monsignor Marcantonio Del Tufo, vescovo della Diocesi di Mileto, il quale annotò che aveva un atrio che dava all'esterno, che era pavimentata in pietra, che aveva un solo altare ed era poveramente arredata. Sotto il pavimento vi erano altre sepolture oltre a quella della famiglia proprietaria. Venne inoltre citata, tra le chiese "dentro le mura", da don Bruno Trifiletti, arciprete della parrocchia di San Nicola, in un memoriale del 1740 redatto per l'elevazione della chiesa Madre a Collegiata.
9. ↑  La chiesa di Santa Maria di Loreto fu la prima chiesa, nel 1540, del convento dell'ordine carmelitano di Palmi, ed è citata, nella visita ex limina di mons. Marcantonio Del Tufo, vescovo della diocesi di Mileto, effettuata nel 1586. Nella chiesa, sprovvista di rendite, veniva celebrata una messa settimanale nell'altare maggiore che era ornato da tre tovaglie e quattro candelieri, e dall'avantaltare di damasco incarnato figurato. Sei tovaglie per l'altare, un calice con la coppa e la patena d'argento, una pianeta bianca di damasco ed un'altra di tela moresca, un camice con l'amitto ed il cingolo e la stola ed il manipolo costituivano l'arredamento. Il luogo di culto non aveva soffitto ne pavimento, l'acquasantiera era di marmo, le spallere «a modo di corretto» e vi erano due campane. La porta mancava di serratura. Le sue dimensioni erano di 25 x 58 palmi (6,592 x 15,294 metri) ed aveva due cappelle. L'altare della Madonna di Loreto era eretto nella chiesa del convento, ed era annesso all'altare maggiore di questa.
10. ↑  La chiesetta dello Spirito Santo sorgeva nei pressi della collina che, a tutt'oggi, porta lo stesso nome. Venne ispezionata, durante una Santa Visita, nel 1707 dal vescovo della Diocesi di Mileto monsignor Domenico Antonio Bernardini, il quale ne redasse un verbale. Venne citata anche tra le chiese "fuori le mura", da don Bruno Trifiletti, arciprete della parrocchia di San Nicola, in un memoriale del 1740 redatto per l'elevazione della chiesa Madre a Collegiata. Probabilmente non venne riedificata a seguito del terremoto del 1783.
11. ↑  Nei secoli passati il borgo marinaro di Pietrenere era uno scalo per i traffici marittimi. Pertanto, nel 1770, il feudatario di Palmi Giovambattista II Spinelli vi fece edificare una cappella dedicata alle "Anime abbandonate del Purgatorio", con il culto della Madonna di Porto Salvo. Il feudatario decise di realizzare questa piccola chiesa poiché «mosso dalla pietà cristiana per consentire di assolvere al precetto festivo ai numerosi negozianti e marinai che sbarcavano e frequentavano lo scalo della Marina delle Pietre negre».
12. ↑  L'oratorio di Maria Santissima Immacolata venne realizzato nel 1740, accanto alla chiesa di San Rocco. L'edificio venne colpito dal terremoto del 1908 e fu, pertanto, costruita in muratura e legname al suo posto una nuova chiesa, sempre dedicata a Maria Santissima Immacolata. Quest'ultimo luogo di culto però subì un incendio, il 30 dicembre 1924, che porto nel 1949 alla sua demolizione per dar spazio, nel 1951, all'attuale chiesa di Maria Santissima Immacolata e San Rocco.

### Bibliografiche
1. 1 2   Chiesa di San Nicola vescovo <Palmi>, su Le chiese delle diocesi italiane, Conferenza Episcopale Italiana. URL consultato il 18 settembre 2016.
2. 1 2   Santuario di Maria Santissima del Carmine <Palmi>, su Le chiese delle diocesi italiane, Conferenza Episcopale Italiana. URL consultato il 18 settembre 2016.
3. 1 2   Chiesa di Maria Santissima del Soccorso <Palmi>, su Le chiese delle diocesi italiane, Conferenza Episcopale Italiana. URL consultato il 18 settembre 2016.
4. 1 2   Chiesa dell'Immacolata <Palmi>, su Le chiese delle diocesi italiane, Conferenza Episcopale Italiana. URL consultato il 18 settembre 2016.
5. 1 2   Chiesa di Sant'Elia <Palmi>, su Le chiese delle diocesi italiane, Conferenza Episcopale Italiana. URL consultato il 18 settembre 2016.
6. 1 2   Oratorio del Santissimo Rosario  <Palmi>, su Le chiese delle diocesi italiane, Conferenza Episcopale Italiana. URL consultato il 18 settembre 2016.
7. 1 2   Chiesa di Maria Santissima del Rosario <Palmi>, su Le chiese delle diocesi italiane, Conferenza Episcopale Italiana. URL consultato il 18 settembre 2016.
8. 1 2   Chiesa di San Marco <Palmi>, su Le chiese delle diocesi italiane, Conferenza Episcopale Italiana. URL consultato il 18 settembre 2016.
9. 1 2 3 4 5 6 7 8 9 10   La voce del Tirreno, 5 marzo 2009 anno 3 n. 3 (PDF), su lavocedeltirreno.it. URL consultato il 24 settembre 2016 (archiviato dall'url originale il 24 febbraio 2013).
10. 1 2   Chiesa di San Fantino <Palmi>, su Le chiese delle diocesi italiane, Conferenza Episcopale Italiana. URL consultato il 22 maggio 2019.
11. 1 2   Chiesa di Maria Santissima Assunta <Palmi>, su Le chiese delle diocesi italiane, Conferenza Episcopale Italiana. URL consultato il 18 settembre 2016.
12. 1 2   Chiesa del Santissimo Crocifisso <Palmi>, su Le chiese delle diocesi italiane, Conferenza Episcopale Italiana. URL consultato il 22 maggio 2016.
13. 1 2   Chiesa della Santa Famiglia <Palmi>, su Le chiese delle diocesi italiane, Conferenza Episcopale Italiana. URL consultato il 22 maggio 2019.
14. ↑   Il Tempio Di San Fantino, su arteculturafotoin.it. URL consultato il 6 maggio 2013 (archiviato dall'url originale il 20 ottobre 2013).
15. ↑   S. Messa al Sacrario Diocesano - S. E. Rev.ma Mons. Francesco Milito Palmi (RC), su www.oppido-palmi.chiesacattolica.it. URL consultato il 4 gennaio 2015 (archiviato dall'url originale il 4 gennaio 2015).
16. ↑  PIAR - Piano Integrato Area Rurale - Piana di Gioia Tauro Archiviato il 5 ottobre 2013 in Internet Archive.
17. ↑   Chi siamo, su vitacarmelitana.org. URL consultato il 4 maggio 2020.
18. ↑   Diocesi di Oppido Mamertina - Palmi, su localprayers.com. URL consultato il 4 maggio 2020.
19. ↑   Ritiro mensile delle religiose a Palmi, su oppido-palmi.chiesacattolica.it. URL consultato il 13 aprile 2020 (archiviato dall'url originale il 23 giugno 2020).
20. ↑   LA DOTT.ssa SQUILLACIOTI INAUGURA IL POLIAMBULATORIO SPECIALISTICO E IL CONSULTORIO A PALMI, su nonsolopalmi.blogspot.com. URL consultato il 13 aprile 2020.
21. ↑   LA CHIESETTA DI SAN GAETANO A PALMI, su michelescozzarra.it. URL consultato il 13 aprile 2020.
22. 1 2 3 4  De Salvo, pag. 237.
23. ↑  De Salvo, pagg. 148-149.
24. ↑  Guardata, pag. 36.
25. ↑  Le chiese di Palmi nel 1586, Antonio Tripodi in "Calabria Letteraria" XLV 1997, 4-6, pp. 62-64 Archiviato il 17 settembre 2013 in Internet Archive.
26. ↑  Ferraro, pag. 28.
27. ↑   L’ANTICO SITO DI SAN FANTINO A TAUREANA, su filippo-marino.it. URL consultato il 4 maggio 2020 (archiviato dall'url originale il 23 giugno 2020).